# Liocarcinus marmoreus
Liocarcinus marmoreus es una especie de cangrejo braquiuro que se encuentra en el norte del océano Atlántico y el mar del Norte.
Se puede encontrar en arena y grava en las zonas sub-litoral y litoral inferior, hasta una profundidad de 84 metros (276 pies), desde las Azores y el mar de Alborán (la sección más occidental del mar Mediterráneo) tan al norte como las islas Shetland. Alcanza una longitud de caparazón de 35 milímetros (1,4 pulgadas), y se distingue de otras especies similares por la presencia de tres dientes de tamaño similar en el borde del caparazón, entre los ojos, y por la coloración jaspeada del caparazón. El cangrejo es a veces parasitado por el percebe Sacculina.